# فيليكس دسوزا
فيليكس دسوزا (بالإنجليزية: Felix D'Souza)‏ هو لاعب كرة قدم هندي، ولد في 25 مارس 1980 في غوا في الهند. لعب مع سبورتينغ غوا ونادي تشرتشل براذرز ونادي سالغاوكار.